# Tim Gajser
Tim Gajser (Ptuj, Eslovenia, 8 de septiembre de 1996) es un piloto de motocross Esloveno.

## Trayectoria
Compite en el Mundial de Motocross con el equipo Honda. Su padre, Bogomir, también era piloto de motocross e introdujo a su hijo en este deporte a una edad temprana.
Tim tiene una hermana mayor, Sara, y dos hermanastras menores, Alja y Neja. En 1995, su familia sufrió una tragedia cuando su hermano de 3 años, Žan, murió en un accidente en una pista de motocross. Durante un entrenamiento, el joven se desvió por una pista debajo de uno de los saltos y fue golpeado por la motocicleta de su padre durante el aterrizaje. Tim Gajser conduce con el número 243 en honor a su hermano fallecido, que nació el 24 de marzo.
Antes de dar el salto al mundial Gajser ya había destacado en las categorías pequeñas pilotando para KTM. Se proclamó campeón de Europa en 2007 de 65cc y en 2009 de 85cc. El año 2012 fue redondo para Gajser ya que se proclamó campeón de Europa y del mundo de 125cc.
En 2014 Gajser debutaría en la categoría mundialista de MX2, en su primer año quedó 5.º en el campeonato de pilotos. En 2015 se proclamó campeón del mundo de MX2, ese año ganó cinco Grandes Premios y subió al podio en ocho de las 18 pruebas. En 2016 subiría a la categoría reina de MXGP donde conseguiria el título como rookie de la temporada (con 19 años, es el campeón más joven de la categoría), posteriormente se proclamaría ganador en las temporadas 2019, 2020 y 2022.

## Palmarés
- Campeón de Europa en 2007 de 65cc.
- Campeón de Europa en 2009 de 85cc.
- Campeón de Europa y del Mundo de 125cc en 2012.
- Campeón del Mundo en 2015 de MX2.
- Campeón del Mundo en 2016 de MXGP.
- Campeón del Mundo en 2019 de MXGP.
- Campeón del Mundo en 2020 de MXGP.
- Campeón del Mundo en 2022 de MXGP.